# Nes (halvö)
Nes är en halvö i sjön Mjøsa, belägen i Ringsakers kommun, mellan städerna Gjøvik och Hamar i Innlandet fylke i Norge. Söder om halvön ligger ön Helgøya som är Norges största ö i en insjö. Halvöns högsta punkt är Liberget som når en höjd av 486 meter över havet.
Den södra delen av halvön Nes utgjorde tidigare, tillsammans med ön Helgøya, en kommun med namnet Nes.

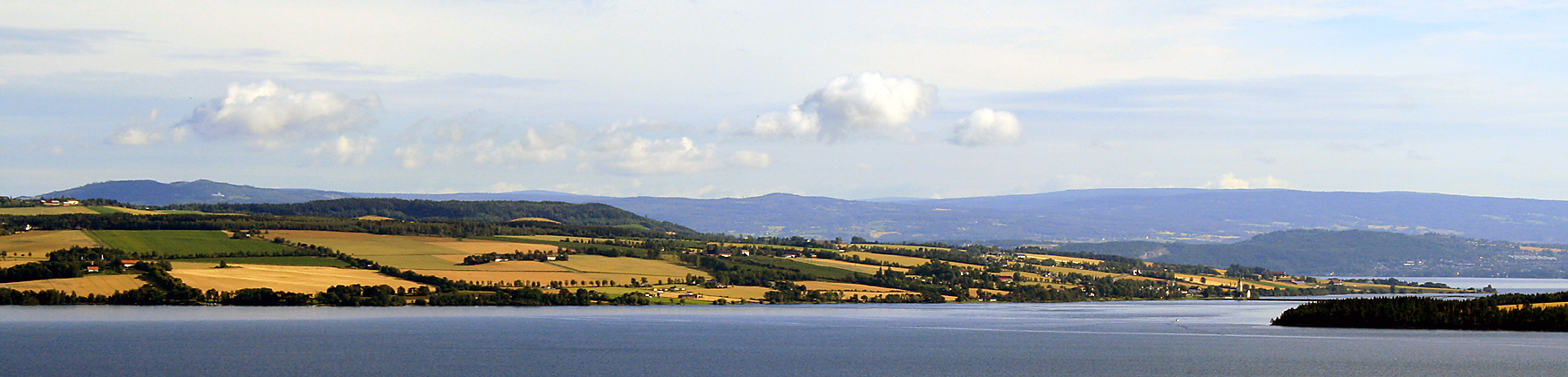
Halvön Nes sedd från Toten på andra sidan Mjøsa.